# Uvis Kalniņš
Uvis Kalniņš (ur. 24 października 1993 w Valmerze) – łotewski pływak, uczestnik w igrzysk olimpijskich w Londynie i Rio de Janeiro.

## Kariera

### Mistrzostwa
Zdobył brązowy medal na dystansie 100 metrów stylem dowolnym na mistrzostwach Europy juniorów w 2011 roku.
Na Mistrzostwach Świata w Pływaniu 2013 w Barcelonie Kalniņš startował na dystansach 100 i 200 m stylem dowolnym, ale nie udało mu się przejść do finału, kończąc z czasami 50,51 i 1:51,91.

### Rekordy życiowe
| Konkurencja         | Rok  | Czas    |
| ------------------- | ---- | ------- |
| 50 metrów dowolnym  | 2014 | 22,91   |
| 100 metrów dowolnym | 2012 | 49,96   |
| 200 metrów dowolnym | 2011 | 1:51,03 |
| 50 grzbietowym      | 2012 | 28,98   |
| 50 m motylkowym     | 2016 | 25,83   |

### Igrzyska olimpijskie
W Londynie w konkurencji 100 m stylem dowolnym zajął 30. miejsce w kwalifikacjach z czasem 49,96. W Rio de Janeiro startował w konkurencji 200 m stylem zmiennym. W eliminacjach zajął 24. miejsce z czasem 2:02,34, co nie dało mu awansu do kolejnej fazy.